# Lac Shuswap
Pour les articles homonymes, voir Shuswap (homonymie).
Le lac Shuswap, ou Shuswap Lake en anglais, est un lac de Colombie-Britannique, au Canada.

## Géographie

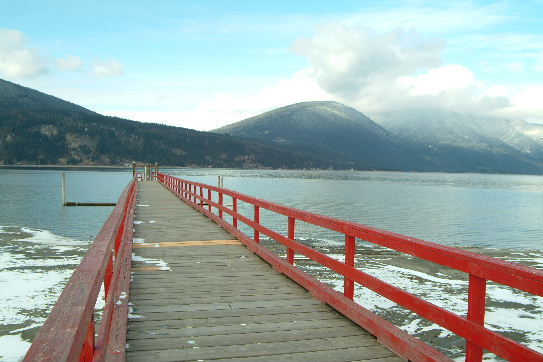
Canoe Bc, embarcadère en hiver

Le Lac Shuswap, de 310 km2 de superficie, est à 347 m d'altitude. Sa profondeur moyenne est de 161 m.